# День пам'яті трансгендерів

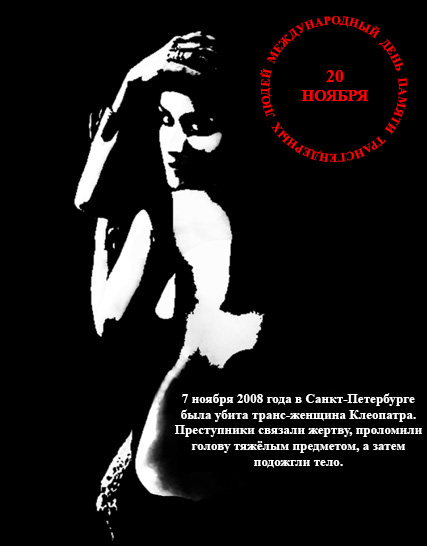
Плакат на День Пам'яті Трансгендерів

День Пам'яті Трансгендерів (англ. Transgender Day of Remembrance) — день пам'яті, присвячений убитим на ґрунті ксенофобії трансгендерним людям, щорічно відзначається 20 листопада.
Цього дня різні правозахисні, феміністичні та ЛГБТ-організації світу проводять демонстрації, лекції, семінари та жалобні ходи зі свічками. Мета заходів — привернути увагу суспільства до того, що трансгендерні люди потерпають через насильницькі злочини набагато частіше, ніж інші меншини.

## Історія
28 листопада 1998 року у себе в квартирі була вбита бостонська чорношкіра рок-музикантка і MtF-транссексуалка Ріта Хестер (англ. Rita Hester), невідомий злочинець завдав їй серію ножових ударів. Відома в ЛГБТ-спільноті співачка вже десять років жила як жінка.
Через рік друзі і знайомі Ріти Хестер організували «вахту пам'яті»: у перший день пам'яті в 1999 році на вулиці Сан-Франциско вийшли сотні людей із запаленими свічками в руках. З того часу подія збільшувалася в масштабах і стала проходити в десятках міст не тільки в США, але і по всьому світу. У 2008 році вперше цю дату відзначили в Україні (Київ). У 2010 році в Києві та Мінську на заходи пам'яті були здійснені напади.

## Неповний список убитих трансгендерів
В Інтернеті ведуться списки трансгендерних людей, убитих за останнє десятиліття в різних країнах світу. Список налічує понад 350 імен. Складання його стикається з низкою проблем: інформація про ці злочини часто замовчується, з різних причин імена багатьох жертв невідомі: так, зафіксовані випадки, коли матері вбивали своїх новонароджених дітей через те, що вони гермафродити.
- Тіна Брендон — 1993, Лінкольн (Небраска), США
- Рита Хестер — 1999, Бостон, США
- Гвен Араухо — 2005, Каліфорнія, США
- Гілберта — Ліма, Перу
- Тайра Хантер
- Майкл (Міккі) Вальехо-Сібейр
- Ронні Періс — Флорида, США
- Фул Чанд Ядав — Індія
- Мілен — Франція
- Амансіо «Делайли» Коралес
- Алехандра Галісії — Аргентина
- Ешлі Ніксон — Алабама, США
- Хуліо Аргуета — Флорида, США
- Маріса — Буенос-Айрес, США
- Тімоті Блер — Кентуккі, США
- Антоніа К.
- Максвелл Конфайт
- Крістіан Пейдж
- Фелісся Морено — Каліфорнія, США
- Роміна Пресіадо — Лос-Анджелес, США
- Пауліна (Хуан Пабло) — Мендес, Гватемала
- Вілі Х'юстон
- Катерина — Москва, Росія[9]
- Невідомий юнак — Сиктивкар, Росія[10]
- Клеопатра — 2008, Санкт-Петербург, Росія[11].
- Камілла — 2009, Волгоград, Росія[12]
- Євгенія — 2010, Ростов, Росія[13]
- Клія — 2010, Кострома, Росія[10]